# أعداد زوجية وفردية

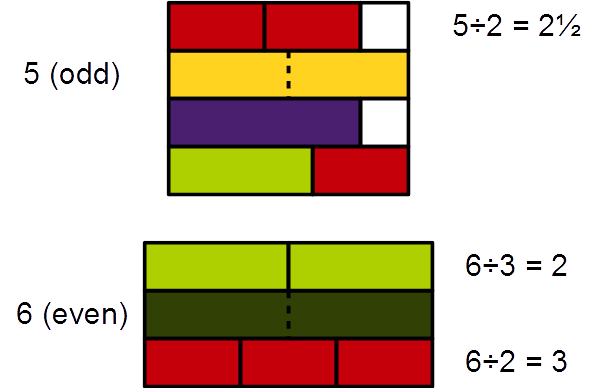
مثال على قضبان كويزنير: العدد 5 (بالأصفر) لا يُمكن تقسيمه على 2 دونَ باقٍ. بينما العدد 6 فينقسم إلى 3 أزواج من القضبان الصغيرة.

الزّوْجيَّةُ هي خاصيَّة من خواص العدد الصحيح يُصنّف بناءً عليها إلى تصنيفين: عدد زوجي أو عدد فردي. يُسمّى العددُ الصحيحُ زوجياً إذا قَبِل القسمة على 2، فإذا لم يقبل يُعدُّ فرديّاً. مثلاً، يعدُّ العدد 6 عدداً زوجياً لأنه لا يوجد باقي قسمةٍ عندَ قسمته على العدد 2. في المقابلِ، فإن الأعداد مثل 3 و5 و7 تتركُ باقيَ قسمةٍ قيمته 1 عند قسمتها على 2. من الأمثلة الأخرى على الأعداد الزوجية: −4 و0 و8 و1738 بالإضافة للعدد صفر، فهو عدد زوجي. ومن الأمثلة على الأعداد الفردية: −5 و3 و9 و73.

## التعريف
العدد الصحيح إن كان له نصف صحيح أي غير منكسر فزوج، كالعشرة، وإلا ففرد، كالثلاثة. والزوج إن كان يقبل التنصيف إلى الواحد يسمى زوج الزوج، كالثمانية فإن تنصيفاتها تبلغ إلى الواحد إذ نصفها أربعة ونصف الأربعة اثنان ونصف الاثنين واحد، وإن كان لا يقبل التنصيف إلى الواحد يسمى زوج الفرد سواء قبله مرة، كالستة، أو أكثر منها، كاثني عشر.

## مسائل ومبرهنات متعلقة
حدسية غولدباخحدسية غولدباخ تنص على أن كل عدد صحيح طبيعي زوجي أكبر من 2 يمكن كتابته على شكل مجموع عددين أوليين. (ملاحظة: هذه الحدسية لم تُثبت بعد).
الأعداد المثاليةالعدد المثالي هو عدد طبيعي يساوي مجموع قواسمه بما فيها 1، اكتشف ما يزيد على 40 عدد زوجي مثالي (أصغر عدد زوجي مثالي هو 6 حيث 6 = 1+2+3)، ولا يعرف أيوجد عدد فردي مثالي أم لا؟ عدد مثل هذا يجب أن يكون أكبر من {\displaystyle 10^{300}}.
الأعداد الأوليةالعدد الأولي الزوجي الوحيد هو 2 وبقية الأعداد الأولية الأخرى فردية.

## العمليات الحسابية
عددان لهما نفس الزوجية هما عددان زوجيان معا أو فرديان معا.

### الجمع والطرح
- ينتج عن عملية جمع أو طرح عددين لهما نفس الزوجية عدد زوجي.
  - عدد زوجي + عدد زوجي = عدد زوجي، مثال: {\displaystyle 10=4+6\,}.
  - عدد فردي + عدد فردي = عدد زوجي، مثال: {\displaystyle 8=3+5\,}.
  - عدد فردي + عدد زوجي = عدد فردي، مثال: {\displaystyle 9=4+5\,}.
- ينتج عن عملية جمع أو طرح عددين ليس لهما نفس الزوجية عدد فردي.

### الضرب
- ينتج عن عملية ضرب عددين زوجيين عدد زوجي. مثال: {\displaystyle 8=4\times 2\,} .
- ينتج عن عملية ضرب عددين فرديين عدد فردي. مثال: {\displaystyle 21=7\times 3\,} .
- ينتج عن عملية ضرب عدد زوجي وعدد فردي عدد زوجي. مثال: {\displaystyle 10=5\times 2\,} .

### القسمة
- إذا كان المقسوم زوجياً والمقسوم عليه فردياً سنحصل على عدد زوجي أو عدد كسري.
  - أمثلة : {\displaystyle {\frac {8}{3}},4={\frac {12}{3}}\,} .
- إذا كان المقسوم فردياً والمقسوم عليه زوجياً سنحصل على عدد كسري دائماً.
  - أمثلة: {\displaystyle {\frac {3}{4}},{\frac {7}{2}}\,} .
- إذا كان المقسوم والمقسوم عليه زوجيين سنحصل على عدد زوجي أو عدد فردي أو عدد كسري.
  - أمثلة: {\displaystyle {\frac {4}{14}},3={\frac {6}{2}},4={\frac {8}{2}}\,} .
- إذا كان المقسوم والمقسوم عليه فرديين سنحصل على عدد فردي أو عدد كسري.
  - أمثلة: {\displaystyle {\frac {11}{5}},3={\frac {9}{3}}\,} .